# Böddensell
Böddensell ist ein Ortsteil der Gemeinde Flechtingen im Landkreis Börde in Sachsen-Anhalt.

## Geografie

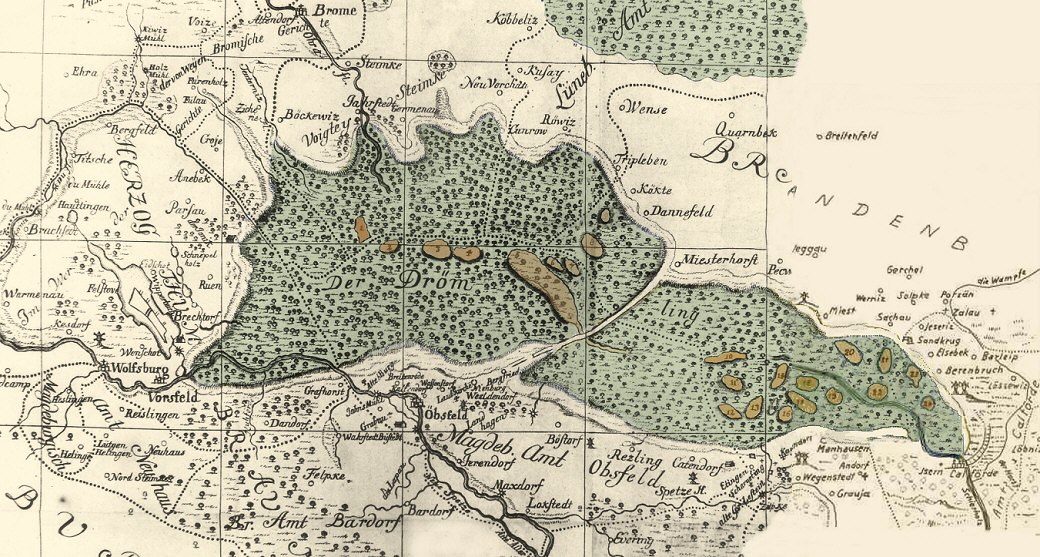
Lage von Böddensell am Rande des Drömlings, Zeichnung von 1737

Böddensell liegt im Nordwesten des Bundeslandes Sachsen-Anhalt und ist vier Kilometer vom südlich gelegenen Hauptort Flechtingen entfernt. Nächster Ort nach Norden ist der Calvörder Ortsteil Grauingen. Böddensell liegt zwischen dem Drömling im Norden und dem Flechtinger Höhenzug im Süden am nördlichen Ausgang des Flechtinger Forstes in 85 Meter Seehöhe. Im Osten erstrecken sich die Calvörder Berge mit dem 116,8 m hohen Mörderberg, zwei Kilometer nordöstlich gelegen. Bis auf die unmittelbar östlich gelegenen Waldflächen ist Böddensell von landwirtschaftlichem Boden umgeben.

## Geschichte
Böddensell wurde erstmals urkundlich im Güterverzeichnis des Helmstedter St.-Ludgerus-Klosters erwähnt. Vor 1311 besaßen die Edelherren von Meinersen in Bodensel den Zehnt als Lehen des Bischofs von Halberstadt. Nach 1311 und 1498 lag der Ort wüst. Seit dem 16. Jahrhundert übte das Erzstift Magdeburg die hoheitliche Herrschaft aus, Böddensell war dem Holzkreis zugeordnet. Nach dem Ende des Dreißigjährigen Krieges ging das Erzstift durch Säkularisation in das Herzogtum Magdeburg über, das seinerseits 1701 im Königreich Preußen aufging. Nachdem Jakob Karl Schenck von Flechtingen Böddensell vererbt worden war, richtete er dort 1733 ein Gut ein. Im selben Jahr entstand das Gutshaus, später ließ Schenck eine Kapelle erbauen.
Zwischen 1807 und 1813 gehörte Böddensell zum französisch beherrschten Königreich Westphalen unter dem Napoleonbruder Jérôme Bonaparte. Nachdem Napoleon aus Deutschland vertrieben war, wurde der Ort wieder preußisch und 1815 dem Landkreis Gardelegen zugeordnet. An der 1872 eröffneten Bahnstrecke Neuhaldensleben–Oebisfelde hatte Böddensell nur indirekt Anteil, da der Ort keinen eigenen Bahnhof erhielt und deshalb weiterhin rein landwirtschaftlich geprägt blieb. 1910 hatte die Gemeinde Böddensell 382 Einwohner, der zu dieser Zeit noch administrativ eigenständige Gutsbezirk zählte 17 Einwohner. Am 30. September 1928 wurde der Gutsbezirk Böddensell mit der Landgemeinde Böddensell vereinigt. Bis 1933 sank die Einwohnerzahl auf 340 Personen.
Nach dem Ende des Zweiten Weltkrieges lag Böddensell zunächst im von amerikanischen Truppen besetzten Gebiet, erst ab 1. Juli 1945 gehörte es zur sowjetischen Besatzungszone. Noch im gleichen Jahr wurde das Gut Böddensell im Rahmen der Bodenreform enteignet. Der Landbesitz wurde unter Neubauern aufgeteilt, das Gutshaus wurde der Gemeinde übergeben und diente später als kommunaler Kindergarten.
Im Jahre 1946 hatte die Gemeinde 584 Einwohner. Im Zuge der DDR-Gebietsreform von 1952 kam Böddensell zum Kreis Haldensleben im Bezirk Magdeburg. Bis 1960 gab es im Ort etwa 30 private landwirtschaftliche Betriebe. Im Laufe des Jahres wurden sie teilweise unter Zwang in eine Landwirtschaftliche Produktionsgenossenschaft überführt. 1964 betrug die Zahl der Einwohner 347.
Nach der deutschen Wiedervereinigung 1990 wurde die Landwirtschaft in Böddensell wieder reprivatisiert und auch das Gutshaus kam wieder in private Hände. Nach Kreisgebietsreformen wurde Böddensell zunächst 1994 dem Ohrekreis und 2007 dem Landkreis Börde zugeordnet. Am 1. Januar 2010 wurde die Gemeinde Böddensell aufgelöst und wurde zum Ortsteil der neu gebildeten Gemeinde Flechtingen innerhalb der Verbandsgemeinde Flechtingen.

## Politik

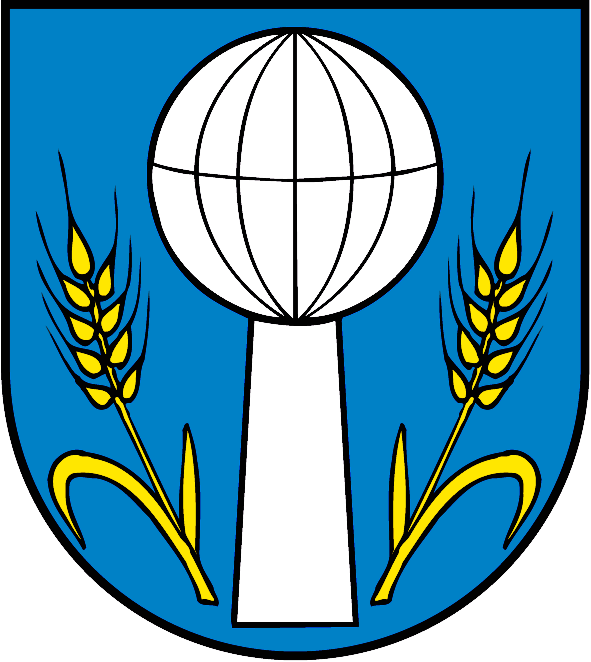
Wappen von Böddensell

### Wappen
Das Ortswappen wurde von dem Magdeburger Kommunalheraldiker Jörg Mantzsch gestaltet. Es wurde am 5. Juni 1996 durch das Regierungspräsidium Magdeburg genehmigt und vom Landeshauptarchiv Magdeburg unter der Wappenrollennummer 45/1996 registriert. Als Blasonierung wurde dokumentiert: „In Blau ein silberner Wasserturm, begleitet von zwei goldenen Ähren mit Blatt.“
Zuvor führte Böddensell ein nicht staatlich bestätigtes Bildsiegel, das den Wasserturm zeigt, der den Ort und die Gemeinden der umliegenden Region mit Trinkwasser versorgt. Da die Bevölkerung den Wasserturm seit langem als Wahrzeichen des Ortes ansah, hatte der Gemeinderat beschlossen, das Siegelbild im neuen Wappen aufzunehmen. Den Bezug zum Wasser stellt die blaue Schildfarbe her. Die den Wasserturm im Wappen umrankenden Ähren sollen die landwirtschaftliche Tradition symbolisieren.
Laut Gebietsveränderungsvertrag vom 23. Juni 2009 § 1 Absatz 7 darf der Ortsteil sein bisheriges Wappen weiter verwenden.

### Flagge
Die Flagge der ehemaligen Gemeinde ist weiß – blau gestreift und mittig mit dem Wappen belegt.

## Bauwerke
Das 1733 errichtete denkmalgeschützte Gutshaus, auch als Schloss bezeichnet, liegt inmitten einer Parkanlage, die das Gebäude von drei Seiten umschließt. Es handelt sich um einen barocken zweigeschossigen Bruchsteinbau, ergänzt durch Backsteine und Sandsteineinfassungen für Fenster und Türen. Die Fassade ist in vierzehn unregelmäßige Achsen gegliedert. Der Haupteingang ist in Portikusform gestaltet und mit dem Erbauungsdatum 1733 versehen. An der rückwärtigen Front schließt sich ein Fachwerktreppenhaus an. Die Diele ist mit Sandsteinplatten ausgelegt, zum oberen Stockwerk führt eine breite Treppe mit Balustergeländer. Innerhalb des Gebäudes befindet sich auch ein zweijochiger kreuzgratgewölbter Kapellenraum. 2001 wurde das Gebäude aufwändig restauriert.

## Verkehr
Böddensell liegt an der Kreisstraße 1136, die den Ort über die Landesstraße 25 mit dem Hauptort Flechtingen und nach 21 Kilometern mit der Autobahn A 2 verbindet. Die Kreisstadt Haldensleben ist über die Bahnstrecke Glindenberg–Oebisfelde zu erreichen, der nächste Bahnhof Flechtingen ist zwei Kilometer entfernt. Auf der Straße ist die Kreisstadt nach 18 Kilometern zu erreichen. Östlich von Böddensell verläuft der Mittellandkanal, sein nächster Hafen befindet sich im sechs Kilometer entfernten Calvörde.